# Suzanna Randall
Suzanna Randall (Colonia, 6 de diciembre de 1979) es una astrofísica alemana que trabaja en el Observatorio Europeo Austral. En 2018, Randall fue seleccionada como candidata a astronauta en el programa de vuelos espaciales privados Die Astronautin, cuyo objetivo es enviar a la primera mujer alemana al espacio.

## Educación y carrera
Suzanna Randall nació en Colonia, Alemania Occidental en 1979. Randall recuerda que inicialmente no estaba interesado en estudiar ciencias en la escuela. Su modelo a seguir fue la astronauta Sally Ride, la primera mujer estadounidense en el espacio, y el deseo de convertirse en astronauta llevó a Randall a pasar de estudiar inglés y alemán a física y matemáticas. Después de graduarse del Dietrich-Bonhoeffer-Gymnasium en Bergisch Gladbach a fines de la década de 1990, estudió astronomía en el University College de Londres y completó un doctorado en astrofísica en la Universidad de Montreal en Canadá en 2006 con una disertación titulada Estudios asteroseismológicos de estrellas B subenanas variables de período largo y corto.
A partir de 2006, Randall fue miembro del Observatorio Europeo Austral (ESO) en Garching durante tres años. Luego ocupó un puesto de investigadora asociada no remunerada trabajando en el Very Large Telescope (VLT) de ESO durante un año. Desde entonces ha desempeñado diversas funciones en la institución relacionadas con el Atacama Large Millimeter Array (ALMA) e investiga estrellas subenanas azules pulsantes.

## Candidata a astronauta privada
Randall aplicó a la selección de astronautas 2008/2009 de la Agencia Espacial Europea (ESA), pero falló las pruebas psicológicas iniciales. En 2016, fue una de los 400 solicitantes del programa de vuelos espaciales Die Astronautin, una iniciativa de financiación privada para enviar a la primera mujer astronauta alemana al espacio. Die Astronautin inicialmente planeó enviar un astronauta a permanecer alrededor de diez días en la Estación Espacial Internacional para 2019, a más tardar, pero luego se pospuso hasta 2023. Nicola Baumann e Insa Thiele-Eich fueron seleccionadas como las candidatas finales en abril de 2017, aunque Randall, uno de los seis finalistas, reemplazó a Baumann en febrero de 2018 después de que Baumann se retirara del programa. Después de su selección, Randall y Thiele-Eich recibieron capacitación como astronautas y se dedicaron a la relaciones públicas en beneficio de los patrocinadores del programa. Uno de las candidatos será seleccionada para volar la misión después de que el programa haya recaudado suficientes fondos de los patrocinadores. Randall ha participado en la formación a tiempo parcial, junto con su investigación en ESO, que ha incluido formación de vuelo para obtener una licencia de piloto privado.
En noviembre de 2018, Randall apareció en el programa de preguntas y respuestas en alemán Ich weiß alles!.  Desde septiembre de 2020 aparece en videos para el canal de YouTube "Terra X Lesch & Co", producidos por ZDF, donde explica temas científicos y alterna como presentadora con el físico Harald Lesch. En 2021, Randall y Thiele-Eich escribieron dos libros para niños bajo la editorial Oetinger-Verlag — Unser Weg ins Weltall y la secuela Abenteuer Raketenstart — destinados a inspirar interés en la ciencia y los astronautas, especialmente en las niñas.